# Karel Böhm (skladatel)
Karel Böhm (12. ledna 1890 Karviná – 13. dubna 1973 Karviná) byl český právník, hudební skladatel a dirigent.

## Život
Po maturitě na gymnáziu v Praze vystudoval práva na Karlově univerzitě. Titul doktora práv získal v roce 1915. Stal se advokátem ve Fryštátě.
V hudbě se vzdělával soukromě. Hře na varhany se učil u Jana Kasperlíka. Ve skladbě byl samouk. Pečlivě však studoval díla českých klasiků, Hectora Berlioze, Richarda Strausse i teoretické práce Hugo Riemanna.
Založil a řídil Orchestrální sdružení, se kterým provedl mimo jiné symfonické básně Bedřicha Smetany, Dvořákovy Slovanské tance i Blodkovu operu V studni.
Advokátní praxi ukončil v roce 1938. Za německé okupace byl nějaký čas i vězněn, poté vystřídal různá zaměstnání.
Jeho skladatelská tvorba byla ovlivněna lidovými hudebními projevy těšínského regionu. Harmonizoval 18 goralských nápěvů z Hrčavy. V padesátých letech 20. století komponoval i úspěšnou zábavnou a estrádní hudbu.

## Dílo (výběr)

### Opera
- Král Ječmínek

### Orchestrální skladby
- Těšínská suita (1918)
- Narcis, symfonická báseň (1933)
- Malá suita (1935)
- Tři symfonické obrazy (1937)
- Taneční suita (1953)
- Sinfonietta grotesca (1956)

### Komorní skladby
- Balada pro violoncello a klavír (1955)
- Klavírní trio č. 1 (1929)
- Klavírní trio č. 2 (1948)
- Černí myslivci (Klavírní trio č. 3 – 1951)
- 2 smyčcové kvartety

### Scénická hudba k loutkovým hrám
- Zlato krále Magamona (1953)
- Popelka (1954)
- Bílé ouško (1954)
- Jurkovo dobrodružství (1955)
- Slovanské nebe (1955)